# Justin Meram
Justin Meram (Shelby, 4 de dezembro de 1988) é um futebolista iraquiano que atua como meia ou atacante. Atualmente defende o Real Salt Lake.

## Carreira
Justin Meram representou a Seleção Iraquiana de Futebol na Copa da Ásia de 2015.